# Голошапка короткогострокінцева
Голошапка короткогострокінцева (Gymnomitrion apiculatum) — вид печіночників порядку юнгерманіальних (Jungermanniales).
Таксон вважається синонімом до Marsupella apiculata Schiffn.

## Поширення
Батьківщиною є Європа, Азія, Північна Америка.